# Obserwatorium Astronomiczne w Belgradzie
Obserwatorium Astronomiczne w Belgradzie – obserwatorium astronomiczne położone w lesie Zvezdara we wschodnim Belgradzie.

## Historia
Inicjatorem budowy obserwatorium w Belgradzie był Milan Nedeljkovic, który po studiach w Paryżu został profesorem astronomii i meteorologii na Uniwersytecie w Belgradzie. Po trzech latach starań 26 marca 1887 minister edukacji i spraw kościelnych Królestwa Serbii, Milan Kujundzic, wydał dekret o utworzeniu obserwatorium.
Nedeljkovic został pierwszym dyrektorem placówki, która rozpoczęła działalność 1 lipca 1887 w prowizorycznym, wynajmowanym budynku. Obserwatorium było jednocześnie centrum zbierania danych meteorologicznych z sieci stacji ustanowionej oficjalnie 27 września 1888, a także ośrodkiem badań sejsmologicznych i geomagnetycznych.
1 maja 1891 obserwatorium przeniosło się do własnego nowego budynku, projektu Dimitrija Leko. W obserwatorium odbywały się zajęcia dla studentów Uniwersytetu Belgradzkiego, ale też obserwacje publiczne, np. komety Halleya w 1910.
W 1924 placówka została podzielona na dwie instytucje: Obserwatorium Astronomiczne i Obserwatorium Meteorologiczne Uniwersytetu Belgradzkiego. Dwa lata później dyrektorem obserwatorium został Vojislav Miskovic. Nowy dyrektor w 1929 pozyskał fundusze na budowę nowego obserwatorium na 253-metrowym wzgórzu Veliki Vracar. Budynek główny projektu Jana Duboviego ukończono w 1931. Wzniesiono też budynek administracyjny, pawilon małego koła południkowego, pawilon dużego refraktora (refraktor firmy Carl Zeiss 650/10500 mm), pawilon małego refraktora, pawilon astrografu (Carl Zeiss 160/800 mm), wieżę (mieszczącą zbiornik wody, warsztat mechaniczny i stolarski).
W latach 1957–1959 dobudowano trzy nowe pawilony: dużego koła wertykalnego (Askania 190/2578 mm), dużego instrumentu tranzytowego (Askania 190/2578 mm) i dużego koła południkowego (Askania 190/2578 mm).
Obserwatorium zatrudnia 52 osoby, w tym 39 pracowników naukowych.

## Stacja astronomiczna
Obserwatorium posiada placówkę obserwacyjną na górze Vidojevica (1155 m) w południowej Serbii. Od 2011 pracuje tam 60 cm teleskop Cassegraina. W 2016 uruchomiono zautomatyzowany teleskop 1,4-metrowy – część światowej sieci automatycznych teleskopów WNRT.